# Angiografia polmonare

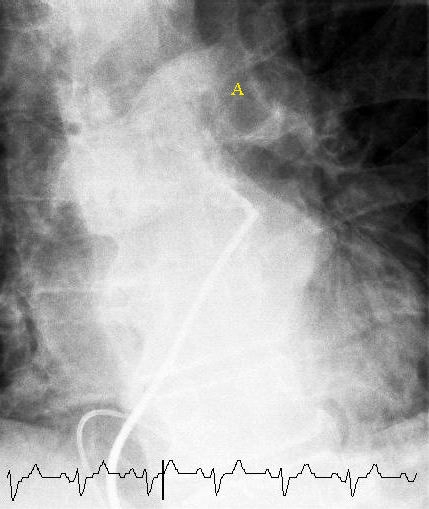
Angiogramma polmonare selettivo rivela un trombo significativo (A) che causa un'ostruzione centrale nell'arteria polmonare sinistra

L'angiografia polmonare (o arteriografia polmonare, angiografia polmonare convenzionale, angiografia polmonare selettiva) è una procedura medica fluoroscopica utilizzata per visualizzare le arterie polmonari e, molto meno frequentemente, le vene polmonari. Si tratta di una procedura minimamente invasiva, eseguita il più delle volte da un radiologo interventista o da un cardiologo interventista.

## Utilizzo
Risulta utile come test di conferma nei casi in cui l'imaging non invasivo come l'angiografia TC non sia conclusivo nel determinare la presenza di embolia polmonare. L'accuratezza dell'angiografia polmonare può essere superiore a quella dell'esame clinico, dei risultati dell'emogasanalisi e della scintigrafia polmonare.
Può essere utilizzata anche per confermare diagnosi di ipertensione polmonare tromboembolitica cronica (CTEPH) e fornisce un sostegno per l'angioplastica polmonare con palloncino per trattare la malattia.
L'angiografia polmonare convenzionale è stata ormai quasi completamente sostituita dall'angiografia polmonare TC nella pratica comune, essendo questa meno invasiva, più rapida, più sicura e fornendo la maggior parte delle stesse informazioni diagnostiche con l'ulteriore vantaggio di visualizzare il tessuto polmonare e altre strutture. Nonostante ciò, viene ancora utilizzata nei casi in cui l'angio-TAC non abbia valore diagnostico.

## Procedura
I cateteri che possono essere utilizzati sono quelli di tipo "pigtail" e quelli a palloncino. La punta del catetere viene fatta avanzare lungo la vena cava inferiore, l'atrio destro, il ventricolo destro, il tratto di efflusso ventricolare destro ed il tronco polmonare posizionando la punta nell'arteria polmonare sinistra.

## Storia
L'angiografia polmonare convenzionale fu eseguita per la prima volta nel 1931 da alcuni pionieri dell'angiografia: i portoghesi Lopo de Carvalho, Egas Moniz e Almeida Lima. Robb e Steinberg hanno descritto l'angiografia polmonare mediante infusione di radiocontrasto periferico.